# Gongyi
Gongyi, tidigare känt som Kunghsien (kinesiska: 巩县?, pinyin: Gǒng xiàn), är en stad på häradsnivå som lyder under Zhengzhous stad på prefekturnivå i Henan-provinsen i norra Kina.